# Pierre Lelong (Rennfahrer)

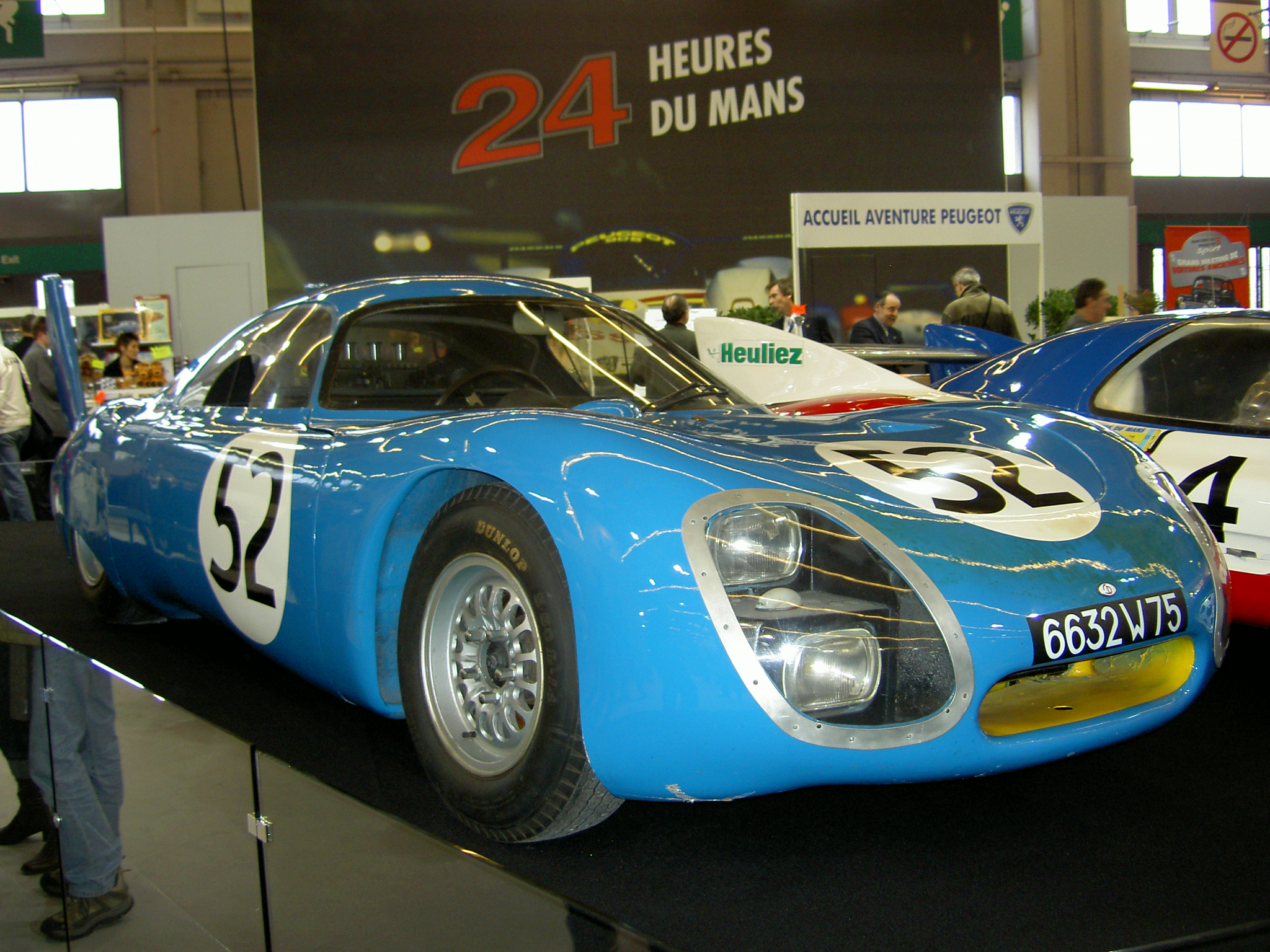
Der CD SP66 mit dem Pierre Lelong beim 24-Stunden-Rennen von Le Mans 1966 am Start war

Pierre Lelong (* 19. März 1919 in Crisolles; † 2. April 1996 in Compiègne) war ein französischer Autorennfahrer.

## Karriere als Rennfahrer
Pierre Lelong war in den 1950er- und 1960er-Jahren als Sportwagenpilot aktiv. Er war regelmäßiger Starter bei der Tour de France für Automobile und ging viermal beim 24-Stunden-Rennen von Le Mans ins Rennen. Sein Debüt gab er 1960 mit dem 17. Endrang. Bei den weiteren drei Einsätzen fiel er jeweils vorzeitig aus.
Seine beste Platzierung in der Sportwagen-Weltmeisterschaft war der 21. Rang im Gesamtklassement bei der Tour de France für Automobile 1963.

## Statistik

### Le-Mans-Ergebnisse
| Jahr | Team                               | Fahrzeug | Teamkollege              | Platzierung | Ausfallgrund     |
| ---- | ---------------------------------- | -------- | ------------------------ | ----------- | ---------------- |
| 1960 | Automobiles Deutsch et Bonnet      | DB HBR5  | Maurice van der Bruwaene | Rang 17     |                  |
| 1962 | Panhard & Levassor                 | CD Dyna  | Jean-Pierre Hanrioud     | Ausfall     | Unfall           |
| 1964 | S.E.C.A CD                         | CD 3     | Guy Verrier              | Ausfall     | Getriebeschaden  |
| 1966 | S.E.C. Automobiles Charles Deutsch | CD SP66  | Alain Bertaut            | Ausfall     | Kupplungsschaden |

### Einzelergebnisse in der Sportwagen-Weltmeisterschaft
| Saison | Team               | Rennwagen       | 1   | 2   | 3   | 4   | 5   | 6   | 7   | 8   | 9   | 10  | 11  | 12  | 13  | 14  | 15  | 16  | 17  | 18  | 19  | 20  | 21  | 22  |
| ------ | ------------------ | --------------- | --- | --- | --- | --- | --- | --- | --- | --- | --- | --- | --- | --- | --- | --- | --- | --- | --- | --- | --- | --- | --- | --- |
| 1960   | Deutsch & Bonnet   | DB HBR5         | BUA | SEB | TAR | NÜR | LEM |     |     |     |     |     |     |     |     |     |     |     |     |     |     |     |     |     |
| 1960   | Deutsch & Bonnet   | DB HBR5         |     | 17  |     |     |     |     |     |     |     |     |     |     |     |     |     |     |     |     |     |     |     |     |
| 1962   | Panhard & Levassor | CD Dyna         | DAY | SEB | SEB | MAI | TAR | BER | NÜR | LEM | TAV | CCA | RTT | NÜR | BRI | BRI | PAR |     |     |     |     |     |     |     |
| 1962   | Panhard & Levassor | CD Dyna         |     |     |     |     | DNF |     |     |     |     |     |     |     |     |     |     |     |     |     |     |     |     |     |
| 1963   |                    | Panhard Dyna    | DAY | SEB | SEB | TAR | SPA | MAI | NÜR | CON | ROS | LEM | MON | WIS | TAV | FRE | CCE | RTT | OVI | NÜR | MON | MON | TDF | BRI |
| 1963   |                    | Panhard Dyna    |     |     |     |     |     |     |     |     |     |     |     |     |     |     |     |     |     | 21  |     |     |     |     |
| 1964   | Charles Deutsch    | CD 3 Panhard 24 | DAY | SEB | TAR | MON | SPA | CON | NÜR | ROS | LEM | REI | FRE | CCE | RTT | SIM | NÜR | MON | TDF | BRI | BRI | PAR |     |     |
| 1964   | Charles Deutsch    | CD 3 Panhard 24 |     |     |     |     |     |     |     |     | DNF |     |     |     |     |     |     |     | 31  |     |     |     |     |     |
| 1966   | Charles Deutsch    | CD SP66         | DAY | SEB | MON | TAR | SPA | NÜR | LEM | MUG | CCE | HOK | SIM | NÜR | ZEL |     |     |     |     |     |     |     |     |     |
| 1966   | Charles Deutsch    | CD SP66         |     |     |     | DNF |     |     |     |     |     |     |     |     |     |     |     |     |     |     |     |     |     |     |